# ВЛ19
Електровоз ВЛ19 (до 1938 року — ВЛ — «Володимир Ленін», 19 — навантаження від рушвійних осей на рейки в тс) — радянський магістральний вантажопасажирський електровоз постійного струму, будувався з 1932 до 1938 рр. Перший, а серед серійних (до березня 1953 року) єдиний електровоз, конструкція якого була створена в СРСР.